# Stillbirth
Stillbirth ist eine Brutal Death-Metal/Grindcore-Band aus Hagen.

## Geschichte
Stillbirth wurde 1999 von Lukas Swiaczny (Gitarre) und Phillipp Kurschus (Schlagzeug) gegründet und begann zunächst, vereinzelte lokale Live-Gigs zu spielen. Es dauerte vier Jahre, bis 2003 das erste Demo „Happy Stillbirthday Party“ aufgenommen wurde. Nach einigen Besetzungswechseln von 2004 bis 2007 nahm die Band vier Songs für eine EP auf, die im Folgejahr auf den Split CDs „Supreme Brutal Legions #3“ (Vrykoblast/Singapore) und „Soldiers of Death“ (Deathstar/USA) erschien.
Im Jahr 2009 wurde das erste Album „Plakative Aggression“ (Rotten Roll Rex/Germany) veröffentlicht, anschließend ging die Band im April auf ihre erste längere Osteuropa-Tour.
Nach weiteren vereinzelten Auftritten in Deutschland wie auch im europäischen Ausland wurde 2011 das zweite Studioalbum „Endgame is near“ auf Deafground Records veröffentlicht. Es folgten weitere Festivalauftritte, z. B. beim Deathfeast Open Air 2011 oder beim NRW Deathfest, darüber hinaus ging die Band im selben Jahr auf ihre erste US-Tour, die als besonderes Highlight einen Auftritt beim New Jersey Deathfest beinhaltete. Nachdem 2013 Frontsänger Matthias Scholz die Band verließ und kein adäquater Ersatz gefunden wurde, wechselte Bandgründer Lukas Swiaczny von der Gitarre an die Main-Vocals.

## Stil und Auftreten
Stillbirth behandeln in ihren Songs verschiedenste Themen, zwischen den überwiegend in Englisch geschriebenen Songs finden sich vereinzelt auch deutsch verfasste Texte; rein thematisch ist die Band keinem speziellen Genre zuzuordnen. Musikalisch sind Einflüsse von  Despised Icon und Cephalic Carnage auszumachen. Im genreüblichen Rahmen gilt die Band als technisch versiert. Stillbirth treten üblicherweise – in Kontrast zur Heftigkeit der Musik – in leichter Strandkleidung auf, weswegen der Stil der Band gelegentlich auch scherzhaft „Surfgrind“ genannt wird.

## Diskografie
- 2003: Happy Stillbirthday Party (Demo)
- 2008: Supreme Brutal Legions Vol.3 (Split Cd)
- 2008: Soldiers of Death (Split Cd)
- 2009: Plakative Aggression (Album)
- 2011: Endgame Is Near (Album)
- 2011: Beating Pacifists  (Video)
- 2015: Global Error (Album)
- 2015: Chainsaw Throatcut (Video)
- 2015: Don't Give a F*CK (Video)
- 2018: Annihilation of Mankind (Album)
- 2019: Back to the Stoned Age (Album mit Re-Recordings)
- 2020: Revive the Throne (Album)
- 2021: Strain of Gods (EP)
- 2023: Homo Deus (Album)